# János Nagy
János Nagy (ur. 13 sierpnia 1964 w Budapeszcie) – węgierski zapaśnik walczący w stylu wolnym. Dwukrotny olimpijczyk. Siódmy w Barcelonie 1992 i odpadł w eliminacjach w Seulu 1988. Walczył w kategorii 74 kg.
Szósty na mistrzostwach świata w 1991. Wicemistrz Europy w 1993 roku.
- Turniej w Seulu 1988

Wygrał z Alfonso Jesselem z Meksyku, a przegrał z Yun Gyeong-jae z Korei Południowej i Kennym Mondayem ze Stanów Zjednoczonych.
- Turniej w Barcelonie 1992

Wygrał z Alexandrem Leipoldem z Niemiec, a przegrał z Garym Holmesem z Kanady i Park Jang-sunem z Korei Południowej. W pojedynku o siódme miejsce pokonał Lodojna Enchbajara z Mongolii.